# Кислянська сільська рада (Юргамиський район)
Кисля́нська сільська рада (рос. Кислянский сельский совет) — сільське поселення у складі Юргамиського району Курганської області Росії.
Адміністративний центр — село Кислянське.
Населення сільського поселення становить 2605 осіб (2017; 2837 у 2010, 3379 у 2002).
4 грудня 2018 року до складу сільського поселення було включено території ліквідованих Малобілівської сільської ради (село Мале Біле, селище Малобіловодський, присілки Колупаєвка, Пичевка, Щуче; площа 246,23 км²) та Фадюшинської сільської ради (присілки Плотникова, Фадюшино; площа 99,79 км²).

## Склад
До складу сільського поселення входять:
| Населений пункт          | Населення, осіб (2002) | Населення, осіб (2010) |
| ------------------------ | ---------------------- | ---------------------- |
| Кислянське, село         | 994                    | 895                    |
| Колупаєвка, присілок     | 135                    | 124                    |
| Кулаш, присілок          | 167                    | 77                     |
| Лешакова, присілок       | 10                     | 3                      |
| Ложкина, присілок        | 92                     | 61                     |
| Мале Біле, село          | 421                    | 356                    |
| Малобіловодський, селище | 97                     | 69                     |
| Окулова, присілок        | 94                     | 87                     |
| Пічевка, присілок        | 52                     | 36                     |
| Плотникова, присілок     | 191                    | 161                    |
| Постовалова, присілок    | 195                    | 180                    |
| Токарева, присілок       | 268                    | 212                    |
| Фадюшино, присілок       | 348                    | 326                    |
| Шемеліно, присілок       | 197                    | 190                    |
| Щуче, присілок           | 118                    | 60                     |